# Свети Никола (Брезница)
„Свети Никола“ или „Свети Николай“ (на гръцки: Αγίου Νικολάου) е възрожденска православна църква в костурското село Брезница (Ватохори), Егейска Македония, Гърция.

## История
Църквата е разположена в центъра на селото.
Църквата е от XIX век. В края на века е под управлението на Българската екзархия. Българският свещеник в храма поп Георги е убит от гръцки андарти.
От старата църква днес е запазена само апсидата.